# Бастіонна система
Бастіонна система (лат. Fortalitia stellaris) — різновид європейських фортифікаційних споруд XVI–XVIII століття, що мали бастіонну систему укріплень. Стала заміною середньовічному європейському замку. Виникла внаслідок домінування вогнепальної зброї та артилерії у війнах раннього нового і нового часу. Вперше була споруджена в XVI столітті, в Італії, через що отримала назву «італійська фортеця» (італ. trace italienne). Втратила бойове значення з розвитком вогнепальної зброї та артилерії у XIX столітті. Інша назва — фортеця-зірка.

## Конструкція

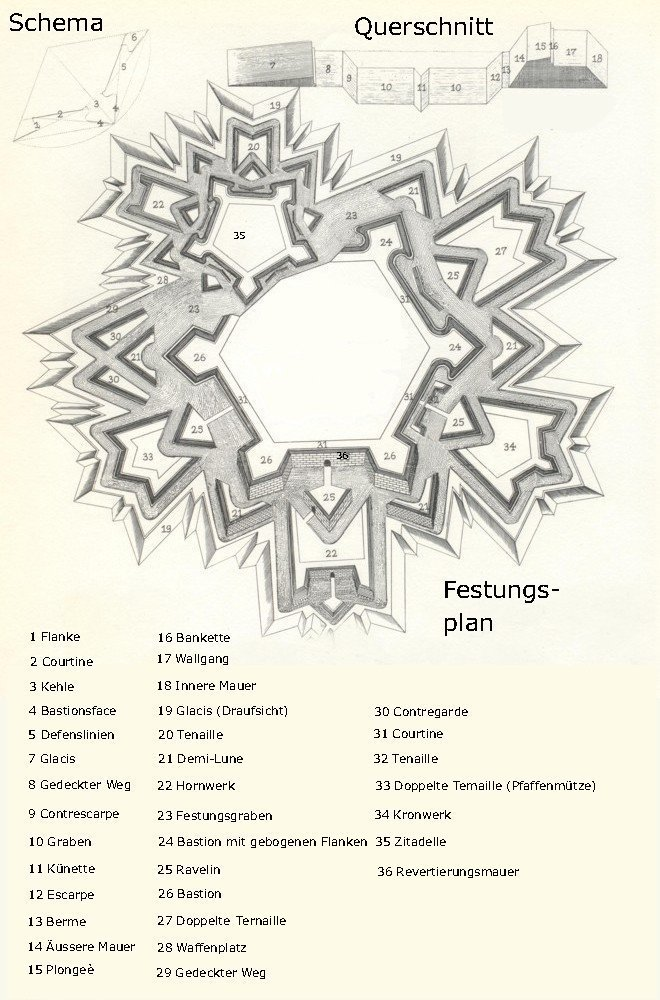
Будова фортеці бастіонного типу.
Схема (Schema): 1 — фланк, 2 — куртина, 3 — горжа, 4 — фас, 5 — бастіонний фронт, 6 — суміжний бастіон.
Поперечний розріз (Querschnitt): 7 — гласис, 8 — прикритий шлях, 9 — контрескарп, 10 — дно рову, 11 — кюнет, 12 — ескарп, 13 — берма, 14 — зовнішня стінка валу, 15 — бруствер, 16 — банкет, 17 — валганг, 18 — внутрішня стінка валу.
План (Festungsplan): 19 — гласис, 20 — теналь, 21 — люнет, 22 — горнверк, 23 — рів, 24 — бастіон з вигнутими фланками, 25 — равелін, 26 — бастіон, 27 — подвійна теналь, 28 — плацдарм, 29 — прикритий шлях, 30 — контргард, 31 — куртина, 32 — теналь, 33 — подвійна теналь («тіара»), 34 — кронверк, 35 — цитадель, 36 — кам'яне облицювання

Фортеця святої Єлисавети, Україна (1754)

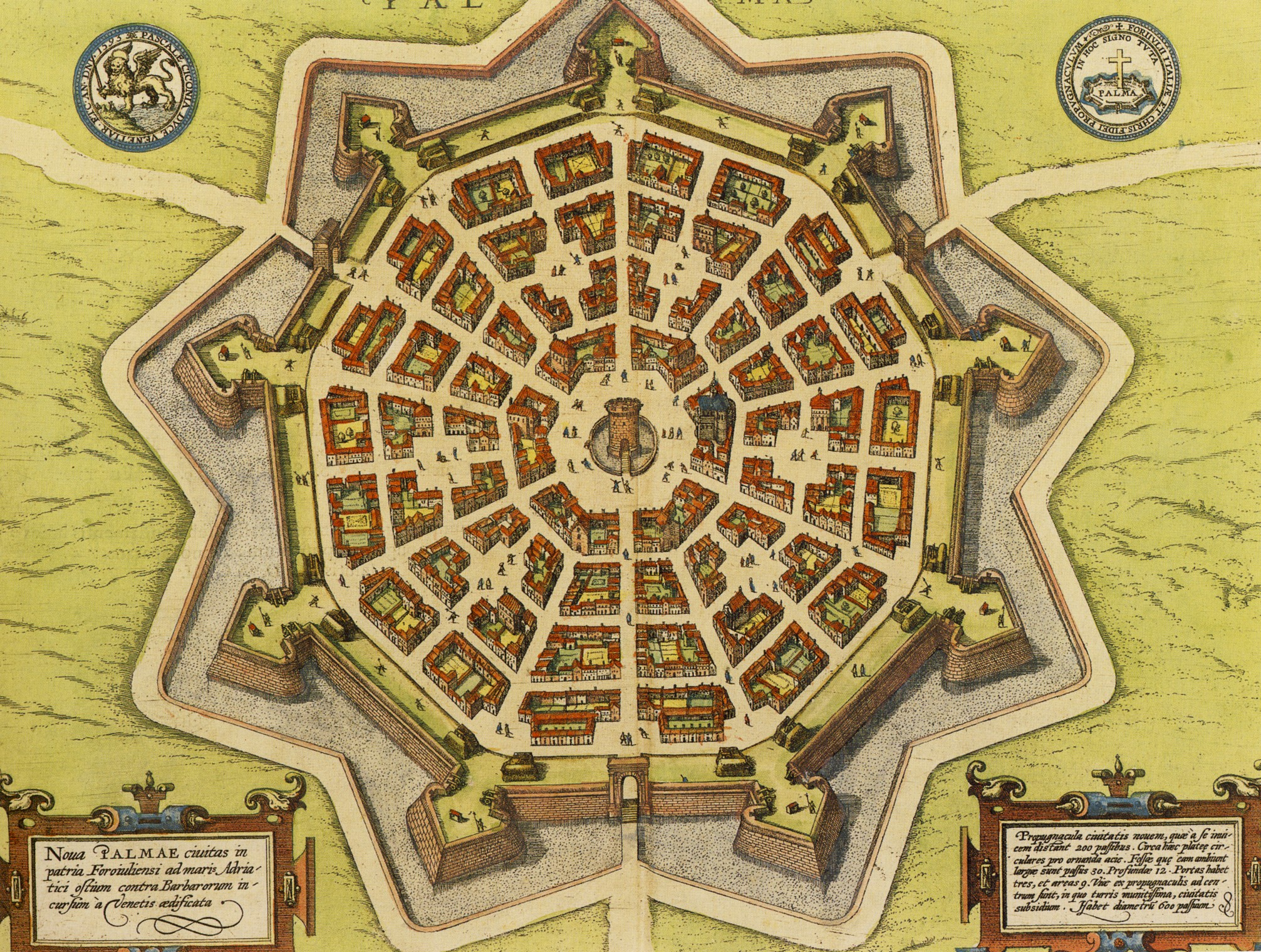
Палмановська фортеця, Італія (XVII ст., Венеційська республіка)

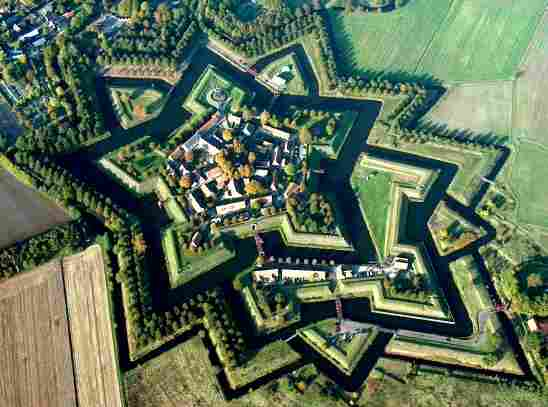
Буртанжська фортеця, Нідерланди (XVIII ст.)

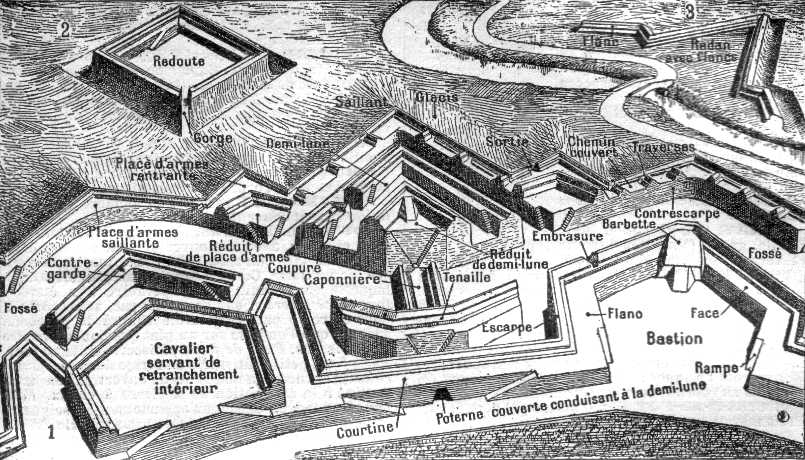
Елементи бастіонної системи

Бастіонна фортеця складається з окремих елементів, що називаються верками (від нім. Werk — «споруда»). Верки поділяють на головні (головний вал, що утворює бастіони і куртини) і допоміжні (зовнішні і внутрішні). Основою бастіонної системи є бастіони, фланки яких сполучуються між собою куртинами. Кожна куртина з фланком і фасом обох прилеглих бастіонів утворює бастіонний фронт. У товщі валу часто влаштовувалися каземати з амбразурами — для розміщення частини гармат. Бастіони і куртини посилювалися допоміжними укріпленнями: зовнішніми і внутрішніми. До зовнішніх укріплень належали равеліни, контргарди, кувр-фаси, фосебреї, теналі, горнверки і кронверки, до внутрішніх — кавальєри, ретраншементи і цитаделі. Сполучення зовнішніх укріплень з внутрішнім простором фортеці здійснювалося або відкритими шляхами (прокладеними на поверхні землі), або підземними потернами. Попереду верків викопували рів з ескарпом і контрескарпом, за яким насипали гласис, відділений бруствером від прикритого шляху з плацдармами. Сухий рів мав на дні кюнет, а для обстрілу його простору надалі стали застосовувати капоніри і кофри. Також ззовні бастіонної фортеці могли влаштовуватися такі польові укріплення як редути, редани, флеші і люнети. Для розміщення стрільців з внутрішнього боку валів влаштовувалися банкети, для встановлення гармат (що стріляли через бруствер) — барбети.

## Приклади

### Литва
- Біржайський замок (Біржай)

### Куба
- Реаль-Фуерса (Гавана)

### Росія
- Петропавлівська фортеця (Санкт-Петербург)

### Україна
- Фортеця святої Єлисавети (Кропивницький)